# Ясениця (Люблінське воєводство)
Ясениця (пол. Jasienica) — село в Польщі, у гміні Дубенка Холмського повіту Люблінського воєводства. Населення — 16 осіб (2011).

## Історія
21-25 червня 1947 року під час операції «Вісла» польська армія виселила зі села на приєднані до Польщі північно-західні терени 10 українців. У селі залишилося 36 поляків. Ще 2 невиселених українців підлягали виселенню.
У 1975—1998 роках село належало до Холмського воєводства.

## Демографія
Демографічна структура станом на 31 березня 2011 року:
|          | Загалом | Допрацездатний вік | Працездатний вік | Постпрацездатний вік |
| -------- | ------- | ------------------ | ---------------- | -------------------- |
| Чоловіки | 9       | 0                  | 7                | 2                    |
| Жінки    | 7       | 0                  | 3                | 4                    |
| Разом    | 16      | 0                  | 10               | 6                    |